# 남방부전나비
남방부전나비는 나비목 부전나비과의 곤충이다. 앞날개의 길이는 9-16mm이다. 남방부전나비는 봄부터 가을까지 번식한다. 번데기 상태로 겨울을 난다. 날개 윗면은 청람색, 아래면은 회갈색이며 다양한 꽃이 모인다.

## 사진

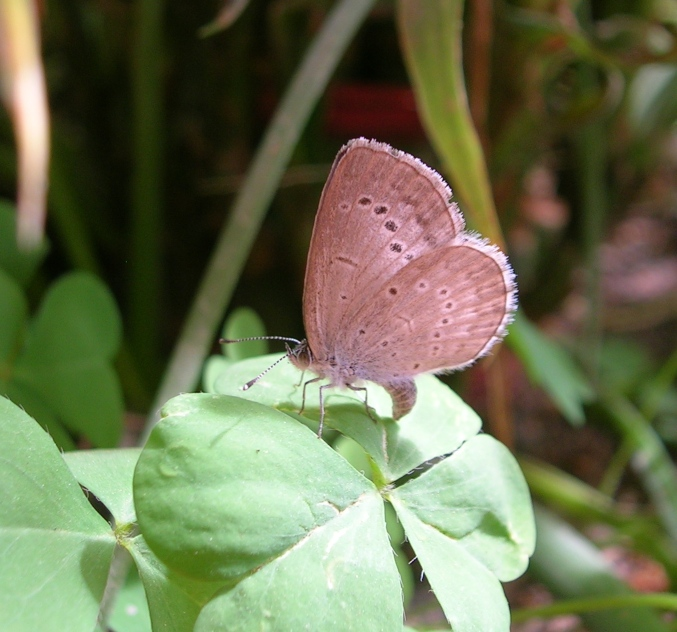
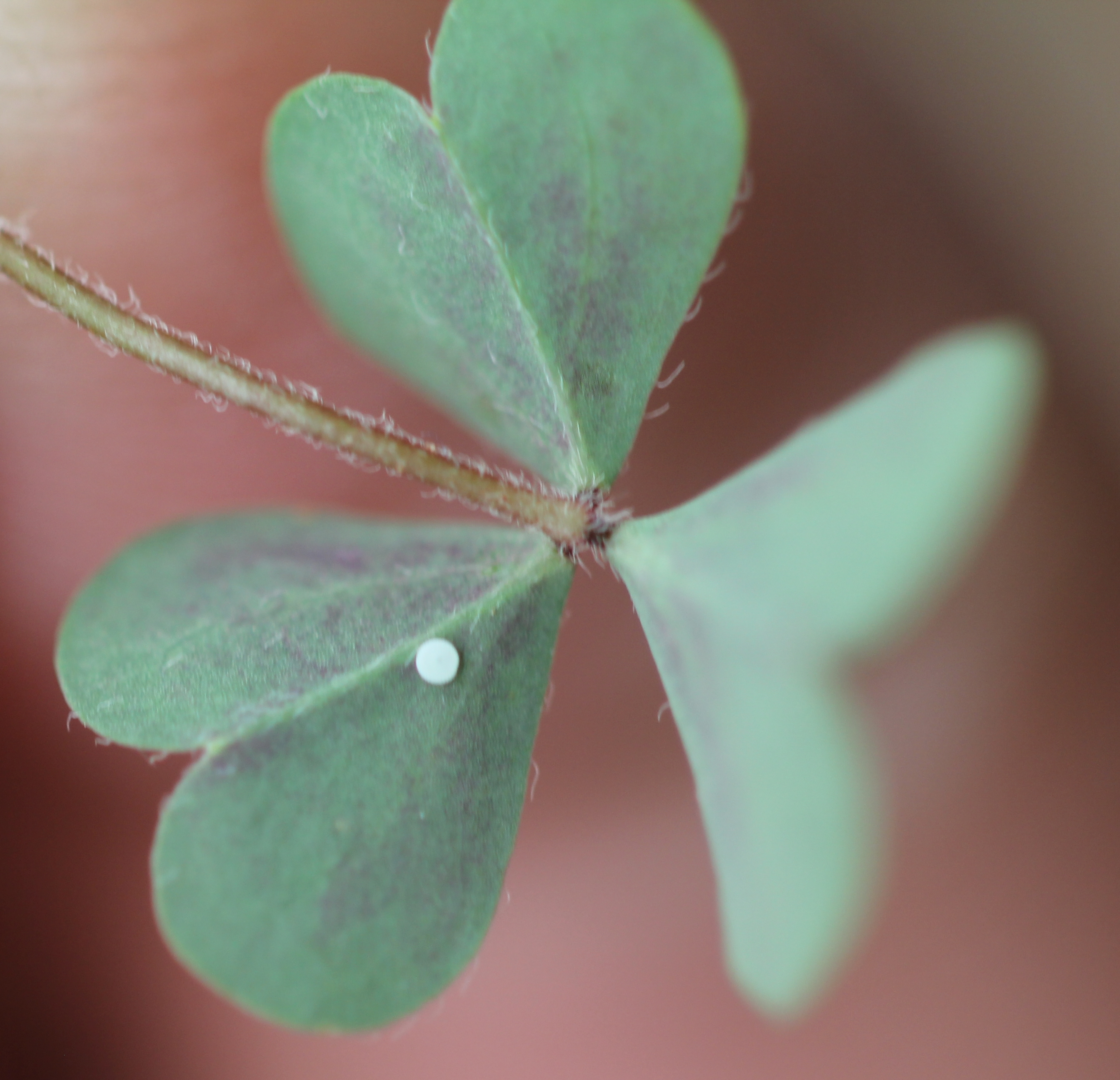
남방부전나비 알
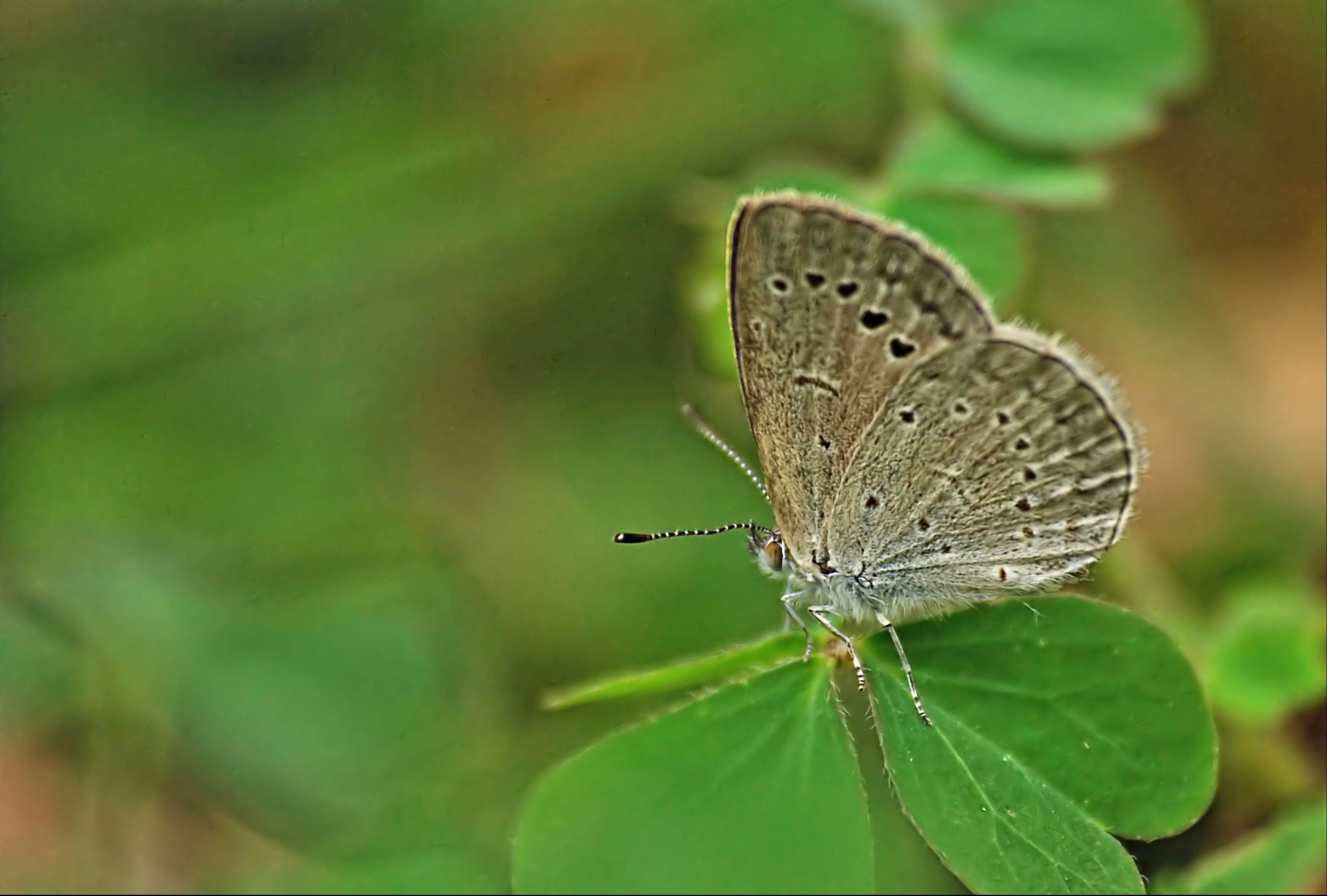
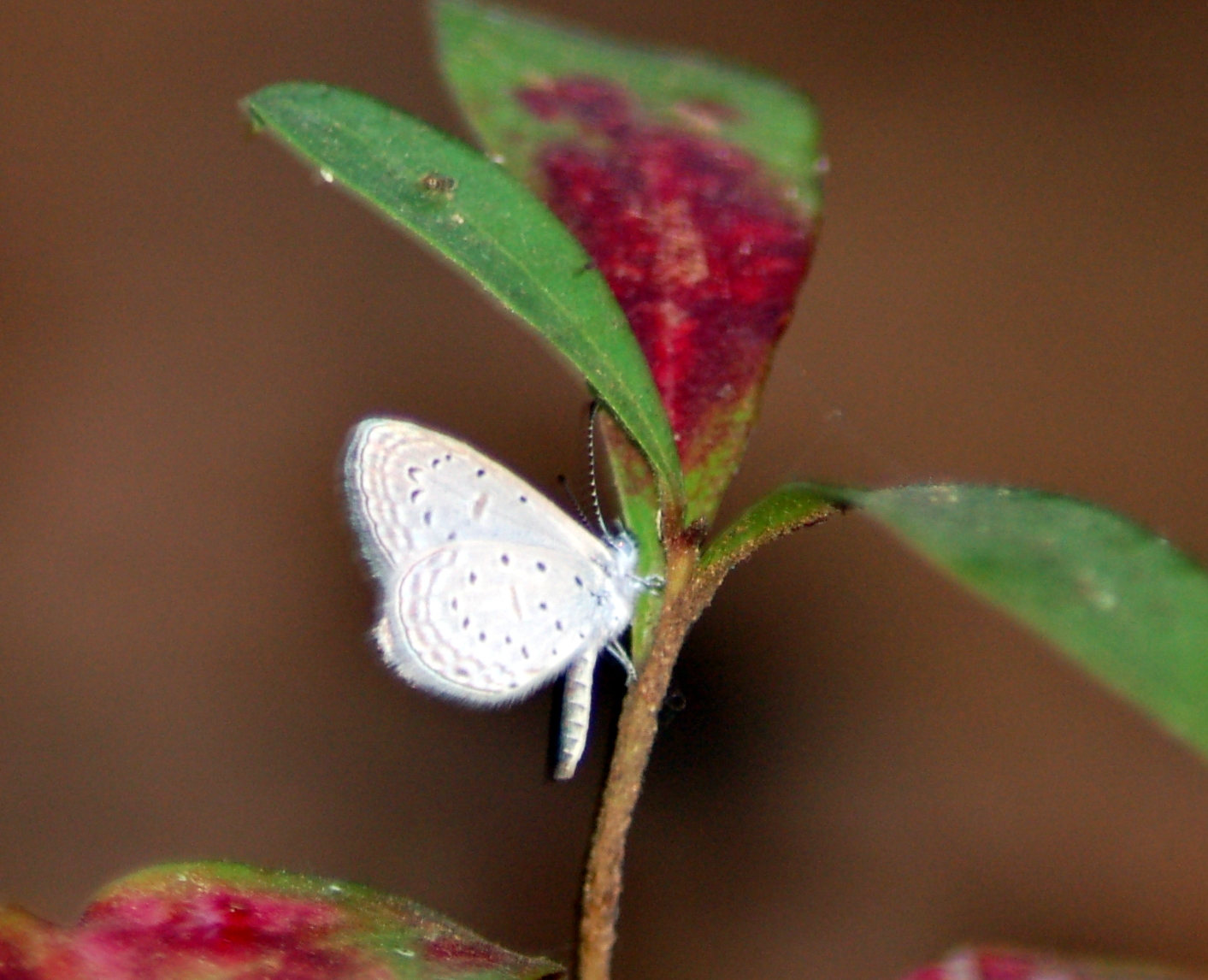
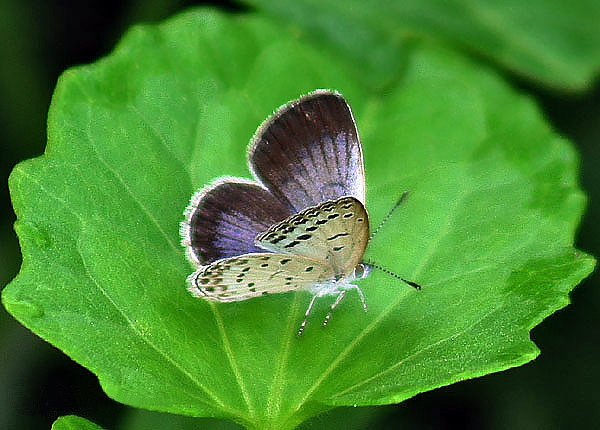
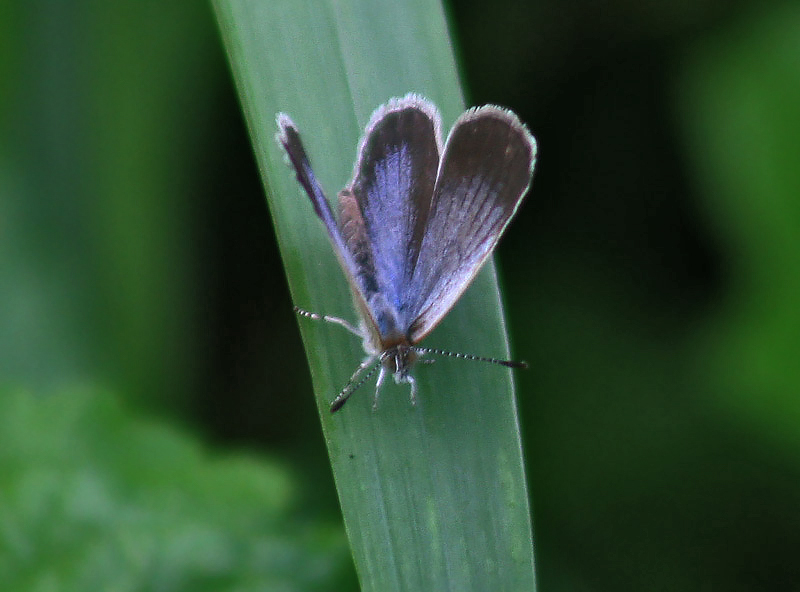
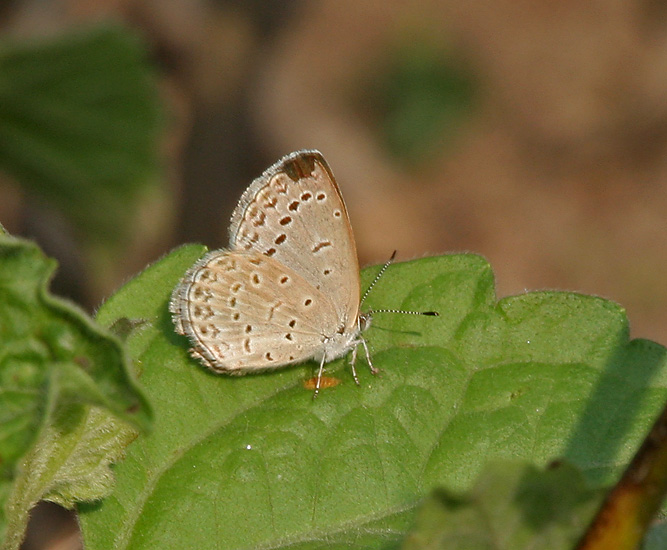
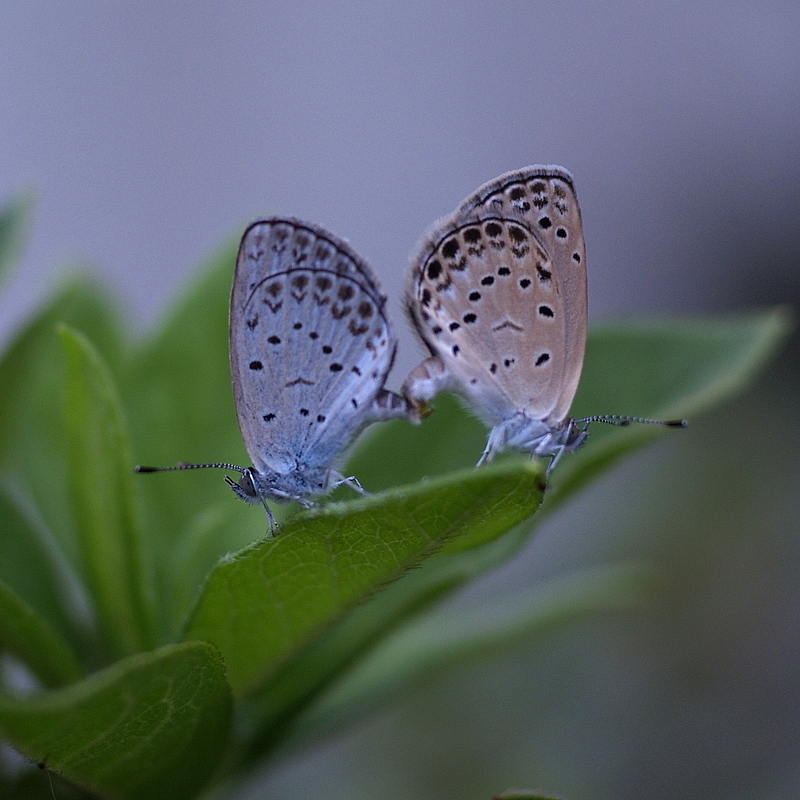
남방부전나비의 짝짓기
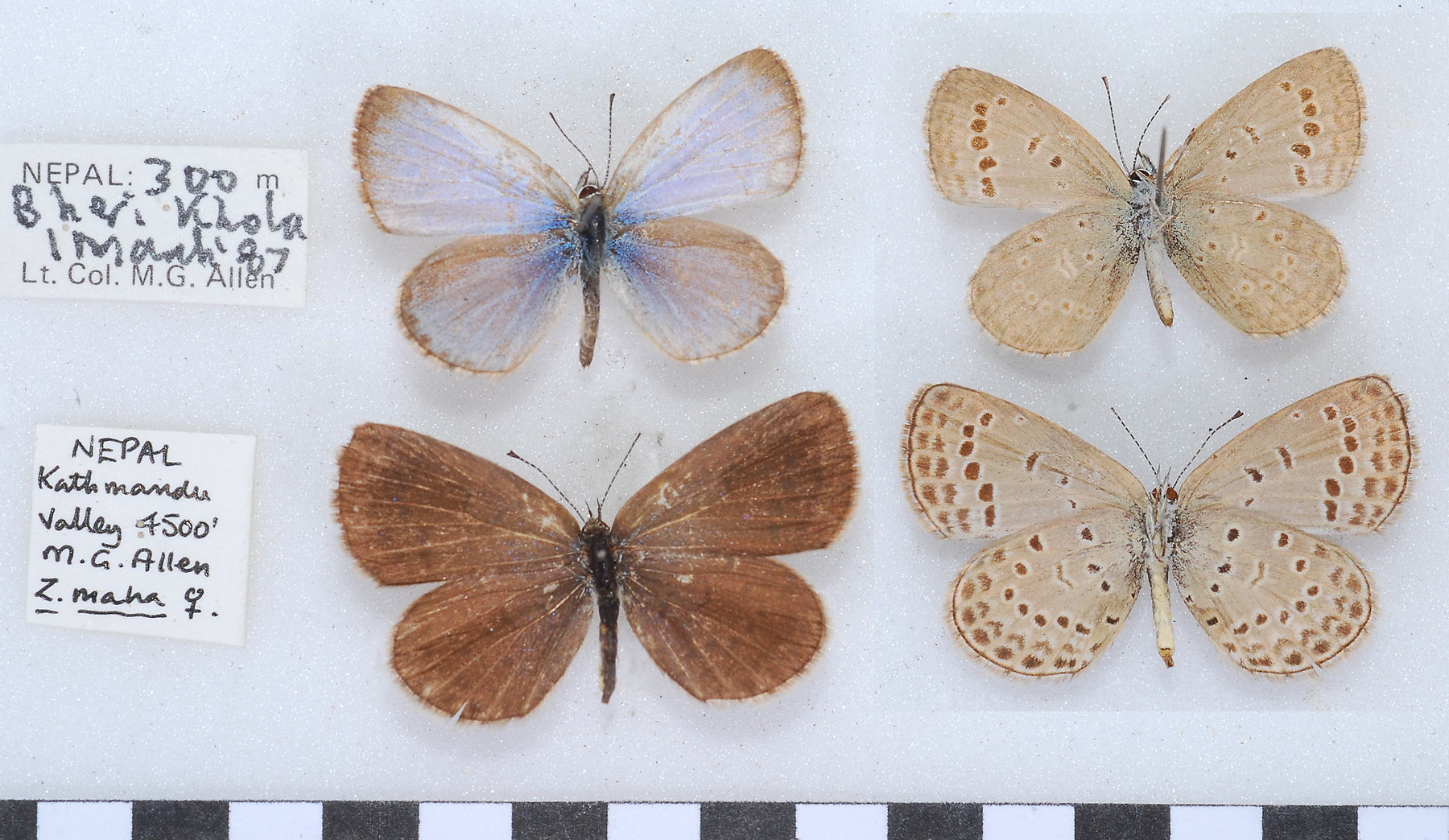